# HAtom
hAtom est un microformat pour marquer le contenu (X)HTML sur des pages Web de manière qu'un fil Atom puisse en être extrait.